# Nobara (dystrybucja Linuksa)
Nobara – wolna dystrybucja systemu operacyjnego Linux oparta w dużej mierze na rozwiązaniach dystrybucji Fedora, rozwijana przez Nobara Project. Zaprojektowana została z myślą o graczach i streamerach korzystających z otwartych systemów operacyjnych.
Pierwszą wersją tej dystrybucji była wersja 35 wydana 6 listopada 2021 roku.
Dystrybucja posiada wiele usprawnień skierowanych dla graczy, m.in. sterowniki do kart graficznych Nvidia i AMD, najnowszą wersję Protona, którą jest Proton-GE oraz repozytorium RPM Fusion z włączonymi dodatkami i rozszerzeniami firm trzecich.

## Wydania Nobary
- Oficjalna (wersja autorska oparta na środowisku graficznym KDE - do 2023 ta wersja była na podstawie środowiska GNOME)[4]
- GNOME
- KDE

Od wersji 38 z powodu problematyczności sterowników dla kart graficznych Nvidia została wyodrębniona osobna wersja dla komputerów z tymi podzespołami.

## Repozytoria
- nobara-appstream – autorskie repozytorium Nobara
- Flatpak
- RPMFusion

## Kontrowersje
Christian Schaller (Dyrektor Działu Inżynierii Oprogramowania w Red Hat) twierdzi, że potrzeba specjalnych wydań i specjalnych konfiguracji jest słabością w projektowaniu dystrybucji, którą należy naprawić, jeśli podstawowy system operacyjny jest wystarczająco dobry. Dojrzała dystrybucja powinna być w stanie automatycznie konfigurować specjalistyczny sprzęt, samodzielnie wyszukiwać i instalować odpowiednie sterowniki oraz ułatwiać znajdowanie specjalistycznych aplikacji, których może potrzebować osoba z określonym „przypadkiem użycia”.